# Teza (film)
Teza (Rugiada o Tesi in amarico) è un film del 2008 scritto e diretto da Haile Gerima, premiato alla Mostra del cinema di Venezia 2008 con il Leone d'argento e l'Osella d'oro e al FESPACO come miglior lungometraggio africano dell'anno.

## Trama
È il 1991. Un uomo etiope ultracinquantenne ritorna a casa in Gondar dopo essere stato più di vent'anni in Germania dell'Est. In Europa si è laureato in Medicina ed ha trovato lavoro in ospedale.
I parenti lo trovano cambiato: non crede più alle pratiche religiose tradizionali e sta sempre da solo, a meditare e ad ascoltare le notizie alla radio, l'unico mezzo di comunicazione elettronico disponibile nel villaggio. Critica la madre che, per aver fatto un voto alla Madonna con la richiesta di rivedere l'amato figlio, compie il percorso fino alla chiesa tutto sulle ginocchia.
Una notte le sue grida svegliano la madre, che accorre nella sua capanna e scopre – non se n'era accorto nessuno – che il figlio è senza una gamba. Per la madre è un trauma. È convinta che degli spiriti maligni gli abbiano fatto un maleficio. Secondo le pratiche tradizionali del villaggio, Anberber viene portato in chiesa e gli vengono gettate addosso varie secchiate d'acqua fredda.
Per Anberber è una violenza. Ma il trauma fa affiorare alla sua mente qualcosa che aveva cercato di dimenticare.
Riaffiorano alla memoria i ricordi degli oltre vent'anni passati in Germania dell'Est, la patria del socialismo e il luogo dove Anberber ha passato gli anni della giovinezza.
Fa parte di un gruppo di intellettuali comunisti, con i quali dibatte su come si deve realizzare la rivoluzione. Per tutti gli anni Settanta la sua vita scorre senza preoccupazioni. Ma l'Etiopia in quegli anni attraversa grandi cambiamenti: fino al 1976 è stato retto da un dittatore autoproclamatosi nuovo messia: Hailé Selassié. Poi è passato a una dittatura comunista retta da un militare, il generale Menghitsu, che ha gettato il suo Paese in uno stato di prostrazione. Anberber assiste alle vicende che accadono nel suo paese dall'Europa dalla televisione, come spettatore.
Nei primi anni Ottanta ritorna in Etiopia (in un centro a circa 300 km dal suo villaggio) e si scontra con la realtà: il socialismo non è quello che aveva pensato quando era in Germania e di cui aveva discusso con i suoi amici. Trova un'Etiopia molto diversa.
Il suo Paese è diventato un vero e proprio stato di polizia, con spie e delatori. La libertà di pensiero è fortemente repressa. Anberber lo prova anche sulla sua pelle. Una notte, medico di turno all'ospedale, si rifiuta di registrare come “morto accidentalmente” un cadavere che gli è stato consegnato da un gruppo di attivisti (che invece è presumibilmente stato assassinato per un regolamento di conti). Il giorno dopo viene aggredito platealmente dal capo del gruppo, che lo accusa di aver agito “contro la rivoluzione”. «Al diavolo la rivoluzione!» Gli risponde Anberber. Convocato da un ministro, deve ritirare quello che ha detto davanti a tutti i colleghi. A convincerlo è soprattutto Tesfaye, il suo migliore amico.
Torniamo al presente. Una notte tutto il paese è svegliato da alcune grida: è Azanu, una donna che affianca Tadfe nelle faccende domestiche e vive da sola. È stata aggredita dal fratello di Anberber, in un chiaro tentativo di violenza sessuale. La donna, che sa che non sarebbe creduta, decide di lasciare immediatamente il villaggio, maledicendo la cattiva sorte che l'accompagna da sempre. Anberber decide di fare qualcosa per lei e si mette al suo fianco.
In un ricordo successivo Anberber rievoca la tragica fine di Tesfaye, assassinato a bastonate (nella cittadina a 300 km dal suo villaggio natale) da un gruppo di fanatici sotto i suoi occhi. Scampato a sua volta al linciaggio, Anberber viene convocato dal ministro, che gli spiega che Tesfaye sarebbe dovuto partire per la Germania dell'Est. Il ministro ordina ad Anberber di prendere il suo posto. Anberber si reca quindi a Berlino Est. Qui ritrova i vecchi amici e scopre che la vita, nella Berlino Est alla fine degli anni Ottanta, non è facile né per chi ha la pelle nera, ma neanche per le donne tedesche che hanno sposato africani.
Azanu racconta ad Anberber che aveva avuto una relazione con il capovillaggio, da cui era nato un figlio. Il capovillaggio, però, aveva scelto di sposare un'altra donna, molto più giovane di lei. Azanu si era sentita umiliata e, durante una crisi, aveva ucciso accidentalmente il figlio. Da quel momento il villaggio aveva lanciato su di lei la maledizione. In poco tempo tra i due nasce l'amore. Un amore vero.
Azanu rimane incinta. Anberber ora è felice. Ma continua ad avere un incubo ricorrente che disturba le sue notti. Decide di raccontare l'incubo ad un vecchio del villaggio. L'anziano, con grande lucidità, gli spiega che il suo incubo esprime una frustrazione: quella di avere accumulato un vasto sapere con lo studio che però finora non gli è servito per migliorare la condizione dei suoi connazionali. L'anziano ha centrato lo stato d'animo di Anberber. Il quale decide di cogliere l'occasione che gli si presenta: il maestro di scuola del villaggio è scomparso. Di lui è rimasta solo la bicicletta. Anberber si offre di insegnare ai fanciulli del villaggio a leggere, scrivere e far di conto. Comincia per lui una seconda vita lavorativa.
Riaffiora alla mente anche l'ultimo trauma che aveva vissuto in Germania, poco dopo la caduta del Muro di Berlino: un gruppo di fanatici l'aveva inseguito, pestato e gettato nel vuoto dal secondo piano di un palazzo. Per questo motivo aveva perso una gamba. Ma ora questo trauma è solo un ricordo del passato. La vita irrompe: Azanu dà alla luce il loro primo figlio.
Chiamerà suo figlio Tesfaye, in memoria del suo miglior amico.

## Produzione
Secondo le indicazioni del regista Haile Gerima, il film viene realizzato nell'arco di 14 anni. Il lungometraggio ha incontrato molte difficoltà per la realizzazione, perché si è verificata un'interruzione di 2 anni a partire dalle prime riprese in Etiopia fino ad arrivare alle scene girate in Germania. Il regista e il cast cinematografico sono riusciti a superare le molteplici difficoltà per diffondere il film che ha comunicato un messaggio importante, cui il pubblico, dall'Italia a Dubai, ha risposto con grandissimo entusiasmo.

## Premi
- 2008 - 65ª Mostra internazionale d'arte cinematografica di Venezia
  - Leone d'argento - Gran premio della giuria
  - Osella d'oro per la sceneggiatura